# Perometrinae
Perometrinae zijn een onderfamilie van de Antedonidae, een familie van haarsterren.

## Geslachten
- Erythrometra A.H. Clark, 1908
- Helenametra A.M. Clark, 1966
- Hypalometra A.H. Clark, 1908
- Nanometra A.H. Clark, 1907
- Perometra A.H. Clark, 1907